# 1784 Benguella
1784 Benguella (1935 MG) là một tiểu hành tinh vành đai chính được C. Jackson phát hiện ngày 30 tháng 6 năm 1935 ở Johannesburg.
Tiểu hành tinh này được đặt theo tên thành phố Benguela (phiên âm cũ là Benguella) ở Angola.